# Nedelica
Nedelica este o localitate din comuna Turnišče, Slovenia, cu o populație de 579 de locuitori.